# Grange Blanche
Grange Blanche è una stazione della linea D della metropolitana di Lione.
È situata sotto place d'Arsonval, al confine tra il III e l'VIII arrondissement di Lione.

## Storia
La stazione fu aperta al traffico il 9 settembre 1991, quando fu attivato il segmento della linea D compreso tra le stazioni di Gorges de Loup e Grange Blanche. Fu capolinea temporaneo della linea sino all'11 dicembre 1992 quando fu aperto il troncone sino a Gare de Vénissieux.

## Interscambi
Nelle vicinanze della stazione effettuano fermata diverse linee di tram, autobus urbani ed interurbani.
- Fermata tram (linee 2 e 5)
- Fermata autobus

## Servizi
La stazione dispone di:
- Accessibilità per portatori di handicap
- Ascensori